# Malarz Gorgony

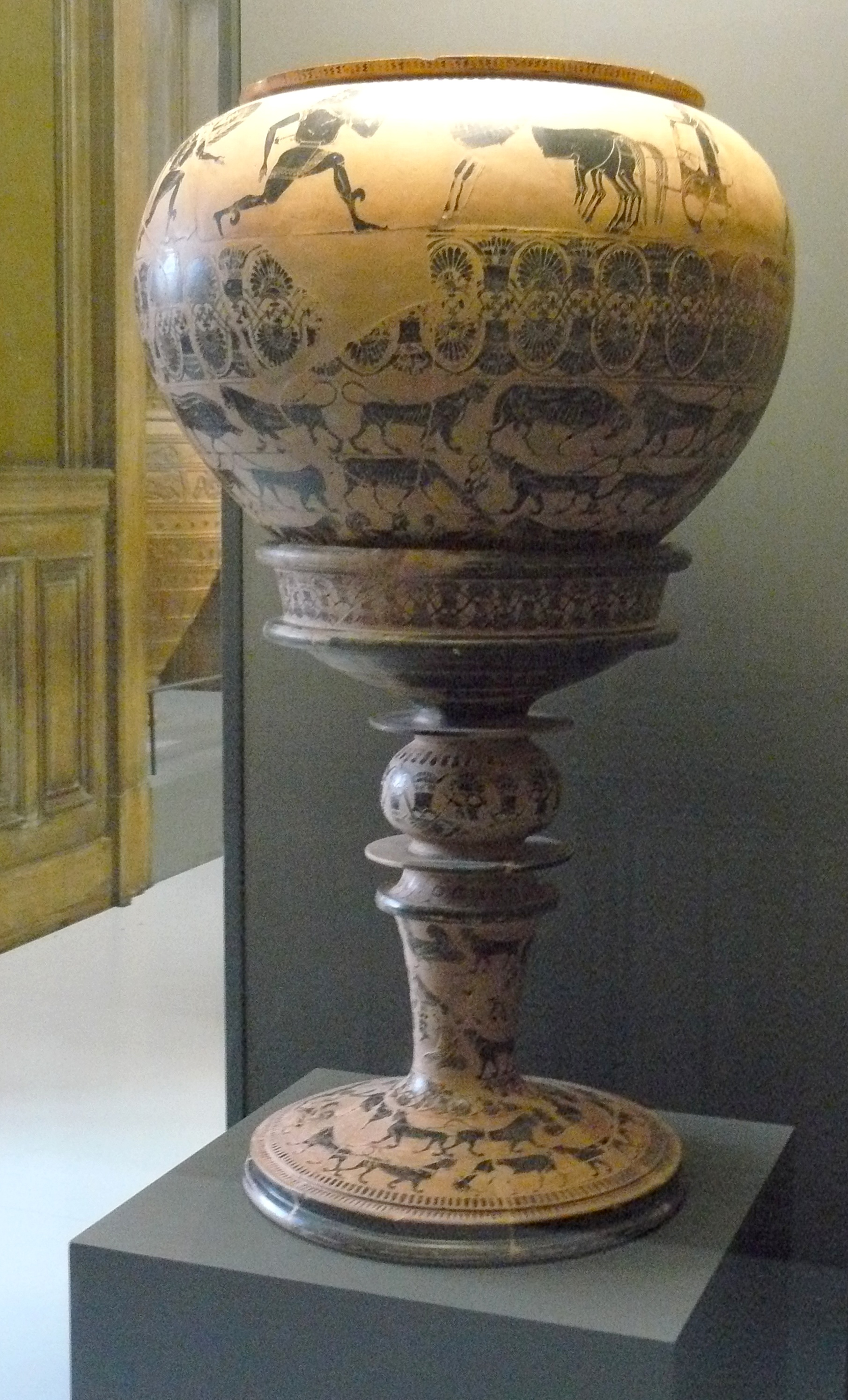
Dinos, któremu Malarz Gorgony zawdzięcza swój pseudonim

Malarz Gorgony – jeden z najsłynniejszych twórców greckiej ceramiki czarnofigurowej, kontynuator osiągnięć Malarza Nessosa. Działał w latach ok. 600–580 p.n.e.
Swój pseudonim zawdzięcza przedstawieniu gorgon na słynnym dinosie. Naczynie to, o wysokości prawie metra, z osobno wykonaną podstawą, zachowało się w bardzo dobrym stanie. Na szczycie wazy artysta przedstawił pozbawioną głowy Meduzę i jej dwie siostry ścigające Perseusza, obok zaś żołnierzy walczących z rydwanami. Pozostała część naczynia podzielona jest na pasy wypełnione wizerunkami zwierząt i motywami roślinnymi, utrzymanymi w stylistyce orientalizującej. Styl malarza Gorgony jest bardzo staranny, z charakterystycznym wykończeniem detali np. poprzez kreskowanie.